# پیاسچاتکا
پیاسچاتکا (به لاتین: Piasčatka) یک منطقهٔ مسکونی در بلاروس است که در منطقه بریست واقع شده‌است. پیاسچاتکا ۱۸ نفر جمعیت دارد.